# Kateřina z Foix-Candale
Kateřina z Foix-Candale (kolem 1455 – zemřela před 1494) byla navarrská infantka, hraběnka z Candale a Benagues, babičkou českého a uherského krále Ludvíka Jagellonského.

## Životopis
Kateřina z Foix byla jednou z mnoha dcer Gastona IV., hraběte z Foix-Béarn a Eleonory Navarrské. V roce 1469 se provdala za Gastona II. z Foix-Candale. Zemřela před 30. lednem 1494, kdy se její manžel podruhé oženil.
Společně měli čtyři děti:
- Gaston III. z Foix-Candale, třetí hrabě z Candale
- Jan z Foix, arcibiskup zv Bordeaux v letech 1501 až 1529
- Petr z Foix, zemřel bez potomků
- Anna z Foix, třetí manželka krále Vladislava Jagellonského, matka Ludvíka Jagellonského a Anny Jagellonské